# Лансинг (Канзас)
Лансинг (енгл. Lansing) град је у америчкој савезној држави Канзас.

## Демографија
По попису из 2010. године број становника је 11.265, што је 2.066 (22,5%) становника више него 2000. године.
| Група             | 2000.         | 2010.         |
| Белци             | 7.238 (78,7%) | 8.631 (76,6%) |
| Афроамериканци    | 1.146 (12,5%) | 1.492 (13,2%) |
| Азијати           | 122 (1,3%)    | 223 (2,0%)    |
| Хиспаноамериканци | 354 (3,8%)    | 578 (5,1%)    |
| Укупно            | 9.199         | 11.265        |